# 14965 Bonk
14965 Bonk (1997 KC) là một tiểu hành tinh vành đai chính được phát hiện ngày 24 tháng 5 năm 1997 bởi N. Ehring ở Bornheim.